# Liste der Monuments historiques in Repel
Die Liste der Monuments historiques in Repel führt die Monuments historiques in der französischen Gemeinde Repel auf.

## Liste der Objekte
| Bezeichnung        | Beschreibung                     | Standort             | Kennzeichnung | Schutzstatus | Datum | Bild |
| ------------------ | -------------------------------- | -------------------- | ------------- | ------------ | ----- | ---- |
| Glocke             | Bronze, 1776 gegossen            | in der Mairie (Lage) | PM88000817    | Classé       | 1921  |      |
| Kreuzigungsretabel | Stein, Ende des 16. Jahrhunderts | in der Mairie (Lage) | PM88000818    | Classé       | 1921  |      |